# Ohr (Ornament)

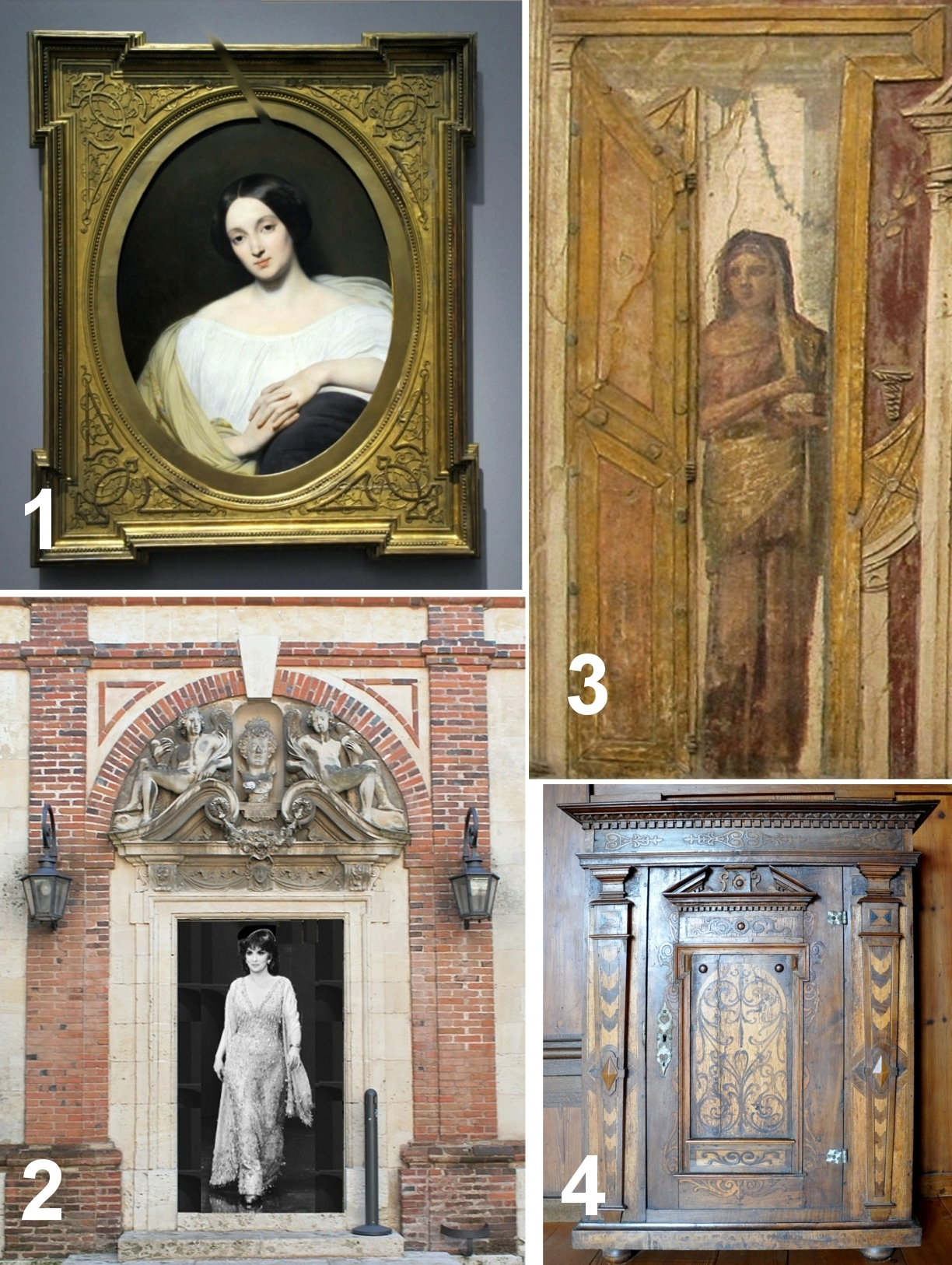
Ohren in Architektur, Möbeltischlerei und Rahmenmacherei. – 1 Bilderrahmen mit verkröpften Ohren, 2 Tür mit verkröpften Ohren, 3 Tür mit verkröpftem Ohr, 4 Schrank mit geohrtem Rahmen

Als Ohren oder Ohrung bezeichnet man in der Architektur und im Kunsthandwerk den oben seitlich überstehenden Teil von Tür- und Fensterumrahmungen, aber auch von Möbeln, Täfelungen, Bildern und Spiegeln.
Rahmen mit solchen Ohren sind geohrt.

## Übersicht
|  |  | Man unterscheidet folgende Arten von Ohren in der Architektur, der Möbeltischlerei und der Rahmenmacherei: - überstehende Ohren (bei Fenstern und Türen) - angesetzte Ohren (bei Möbel, Täfelungen und Rahmen) - verkröpfte Ohren. Verkröpfungen entstehen durch das Abwinkeln eines Profils an Gehrungen (Eckverbindungen), so dass das Profil vor- oder zurückspringt. In der Abbildung wird das Profil zuerst an Gehrung 1 nach links abgewinkelt, dann an Gehrung 2 nach oben und schließlich an Gehrung 3 nach rechts, so dass die Ecke durch das entstehende Ohr wieder geschlossen wird. |

## Begriffe
Im Deutschen haben sich die Bezeichnungen Ohr und geohrt durchgesetzt, während Ohrung nur selten verwendet wird. Die Bezeichnungen Eckzierde oder Eckenzierde sind veraltet. Bei Bilderrahmen mit verkröpften Ohren wird auch der Begriff Eckwürfel benutzt, der sich aus der Konstruktion geohrter Rahmen herleitet.
| Sprache     | Fachbegriff         |
| ----------- | ------------------- |
| Deutsch     | Ohr, Ohrung         |
| Englisch    | ear, crossette      |
| Französisch | crossette, oreillon |
| Italienisch | orecchio            |

In der Architekturtheorie der Barockzeit galten die Begriffe Crossette, Eck-Zierde und Zancke. Im „Lexicon Architectonicum“ (1744) von Johann Friedrich Penther heißt es: „(…) sind Verkröpffungen oder nach rechten Winckeln gebrochene Einfassungen an Fenstern und Thüren . (…) Scamozzi nennt sie Italiän. Zanche, wovon wohl das in der Aussprache völlig übereinstimmende Deutsche Wort Zancke herkommt, welches man braucht bey Einfassungen, die auf und absteigende Spitzen hat, daß man sagt die Einfassung hat Zancken.“
Oskar Mothes kritisierte 1882, dass Crossettes (Ohrungen): „in der Zopfzeit aber an allen Ecken (…) in höchst sinnloser Weise angebracht“ worden seien.

## Fenster und Türen
Bei Fenstern und Türen unterscheidet man zwischen überstehenden und verkröpften Ohren. Überstehende Ohren sind die Teile des Sturzes, die seitlich über die Pfosten hinausragen, die oberen Ohren (Bild 1–4), desgleichen die überstehenden Enden von Fensterbänken und Türschwellen, die unteren Ohren (Bild 5). Durch Verkröpfung der Ecken von Fenster- und Türumrahmungen entstehen ebenfalls Ohren.
Früher galt nach Oskar Mothes (1883) auch „der unbearbeitete Theil bei Thür- u. Fensterstürzen und Bänken, der in der Mauer befestigt wird,“ als ein Ohr (Bild 7).

Geohrte Fenster- und Türrahmen
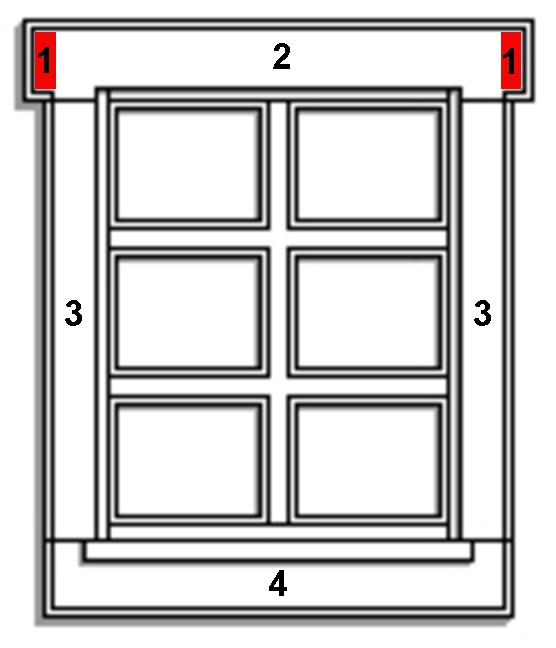
1. Fenster mit überstehenden oberen Ohren. – 1 Ohr, 2 Sturz, 3 Pfosten, 4 Fensterbank.
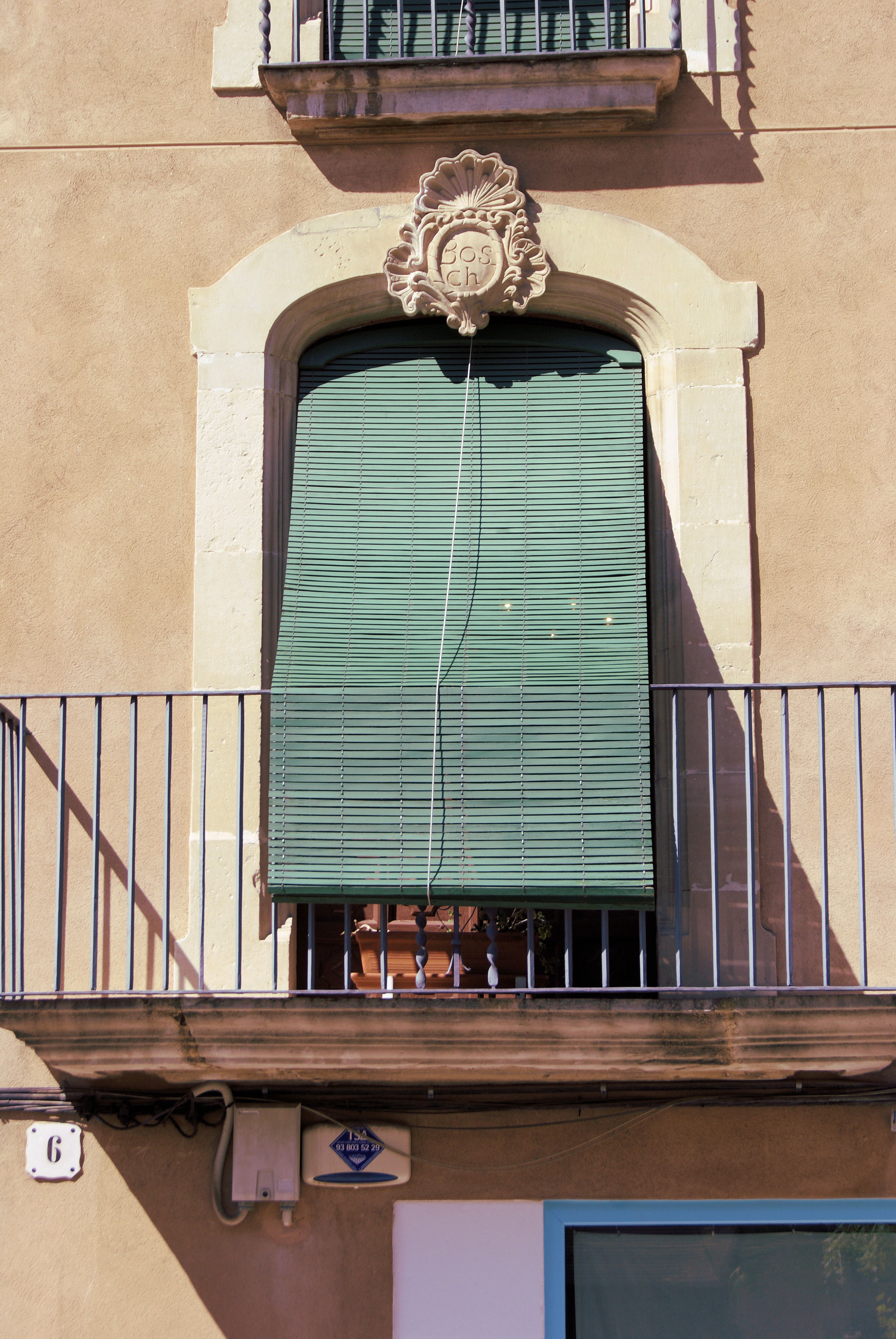
2. Fenstertür mit überstehenden oberen Ohren (Haus Cal Bosch, Mollerussa)
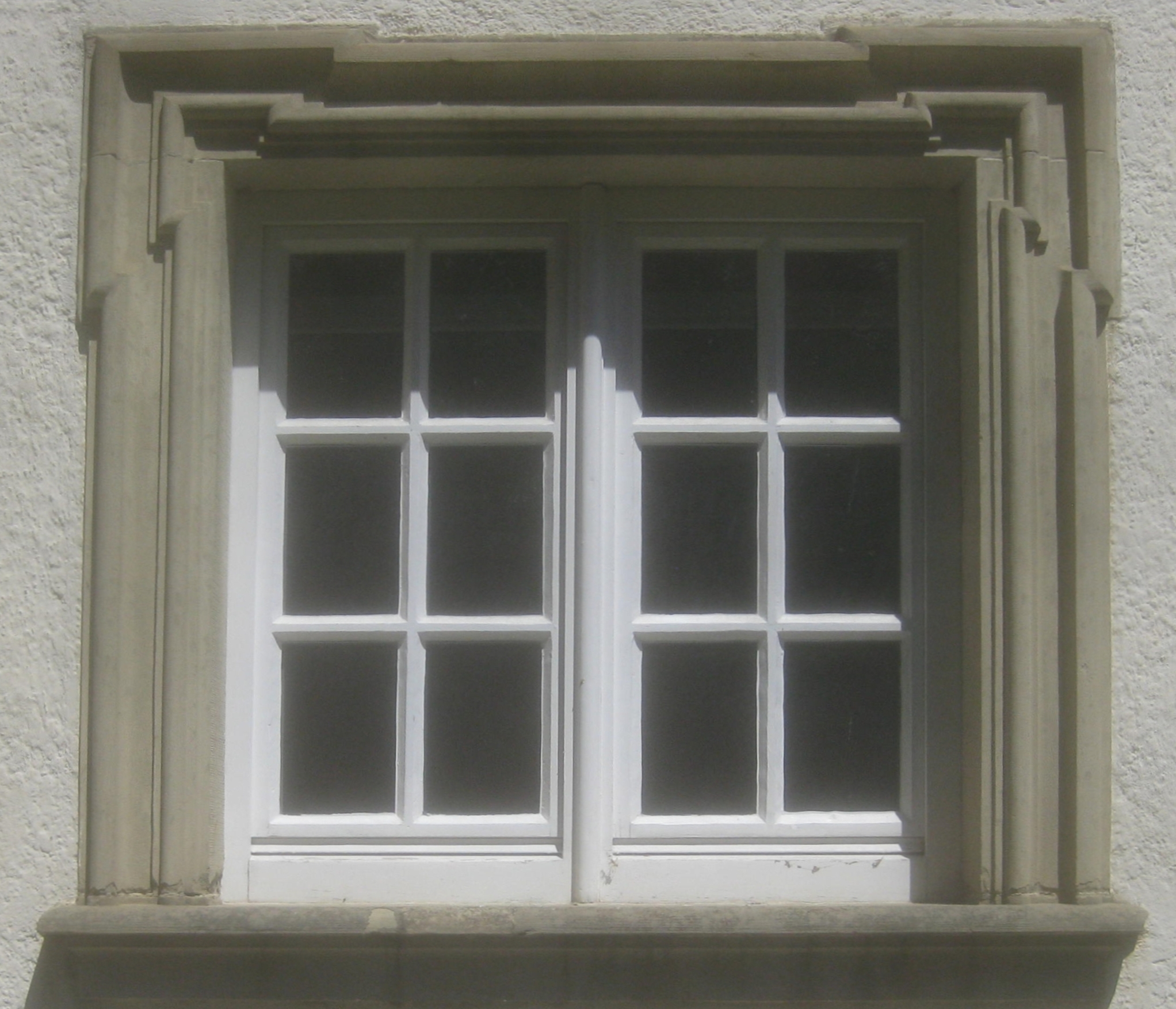
3. Fenster mit verkröpften oberen Ohren (Diözesanmuseum Rottenburg)
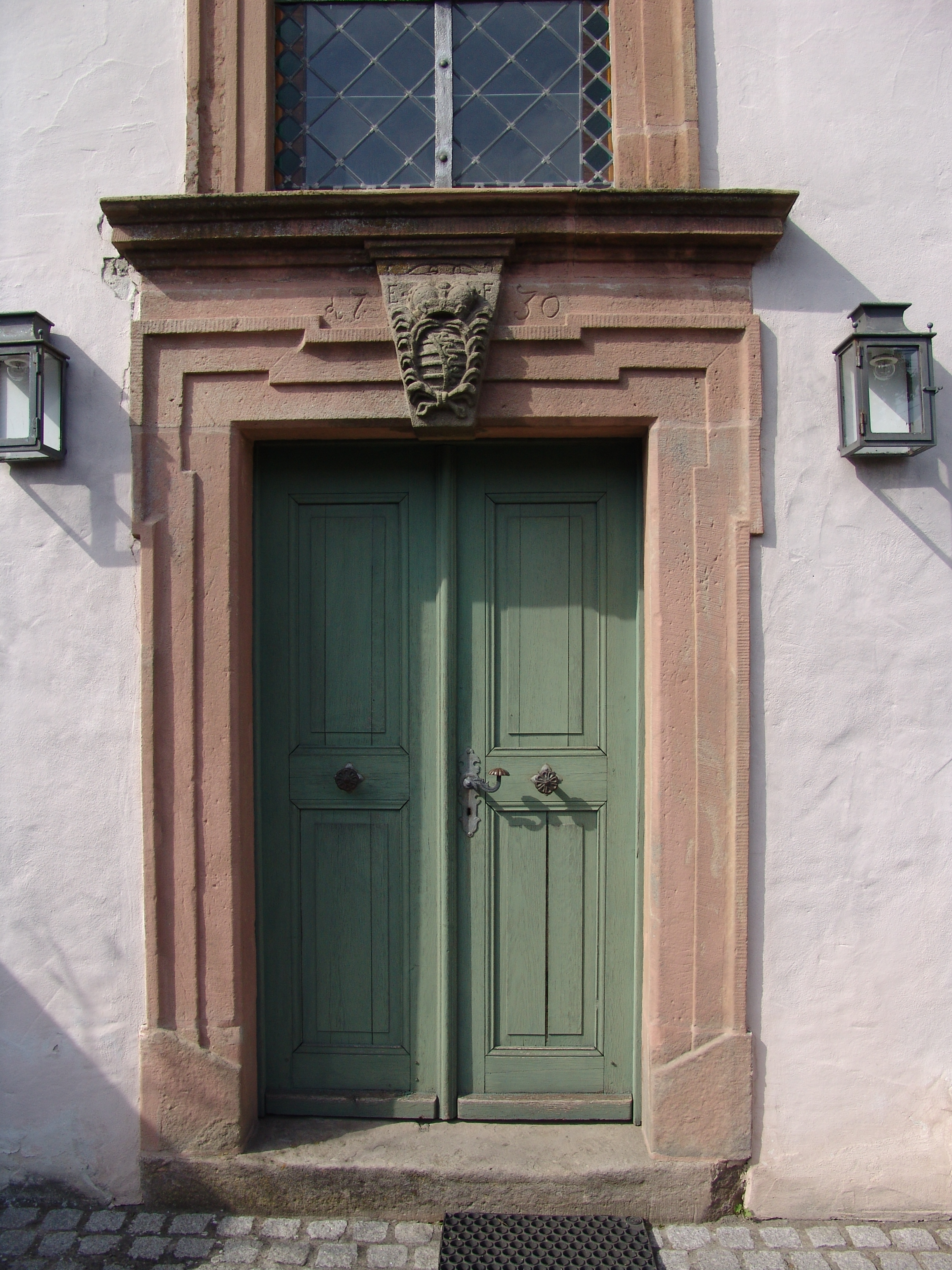
4. Tür mit verkröpften oberen (Evangelische Kirche in Köslau, Königsberg in Bayern)
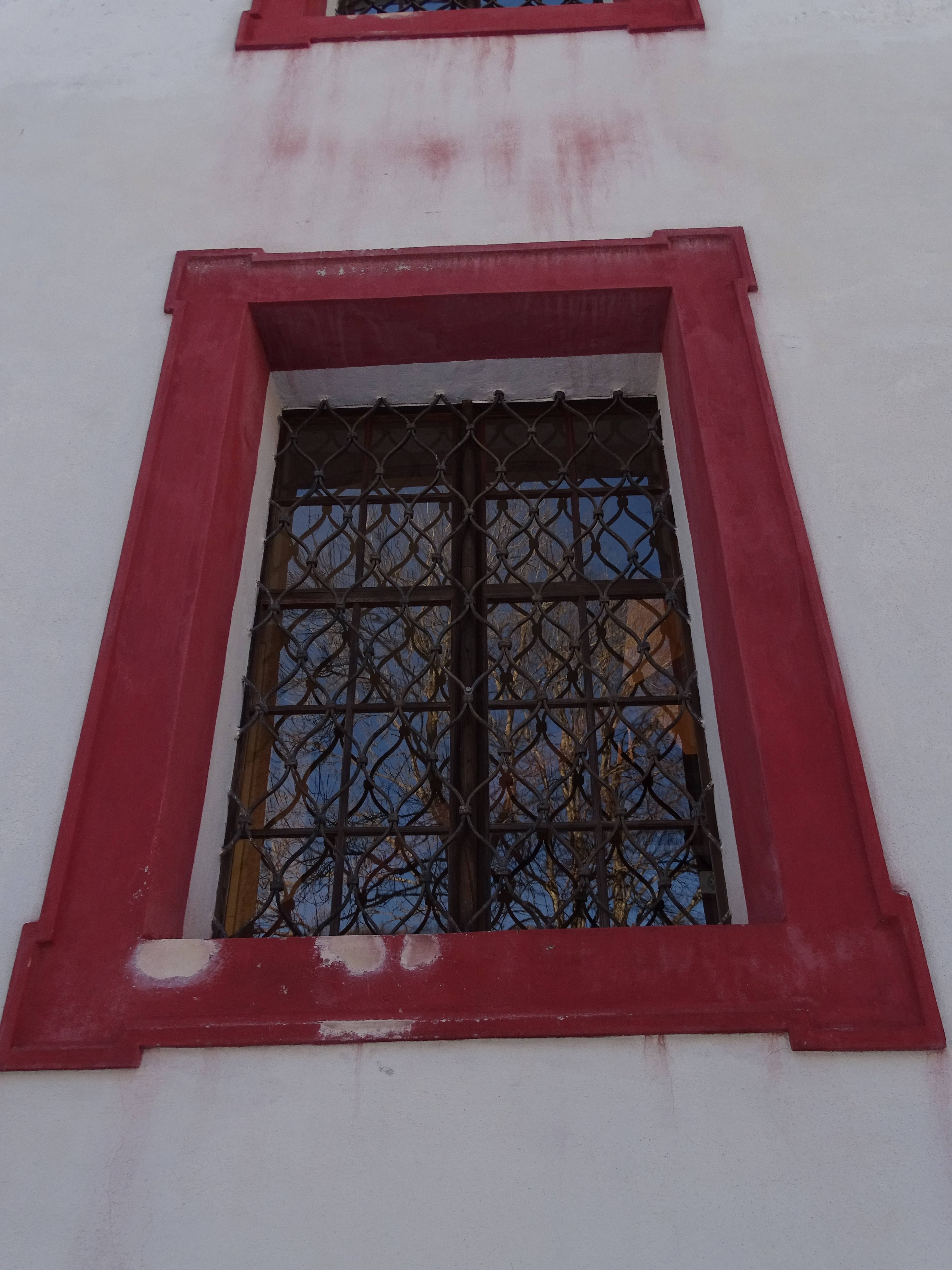
5. Fenster mit verkröpften oberen und unteren Ohren (Filialkirche St. Blasen)
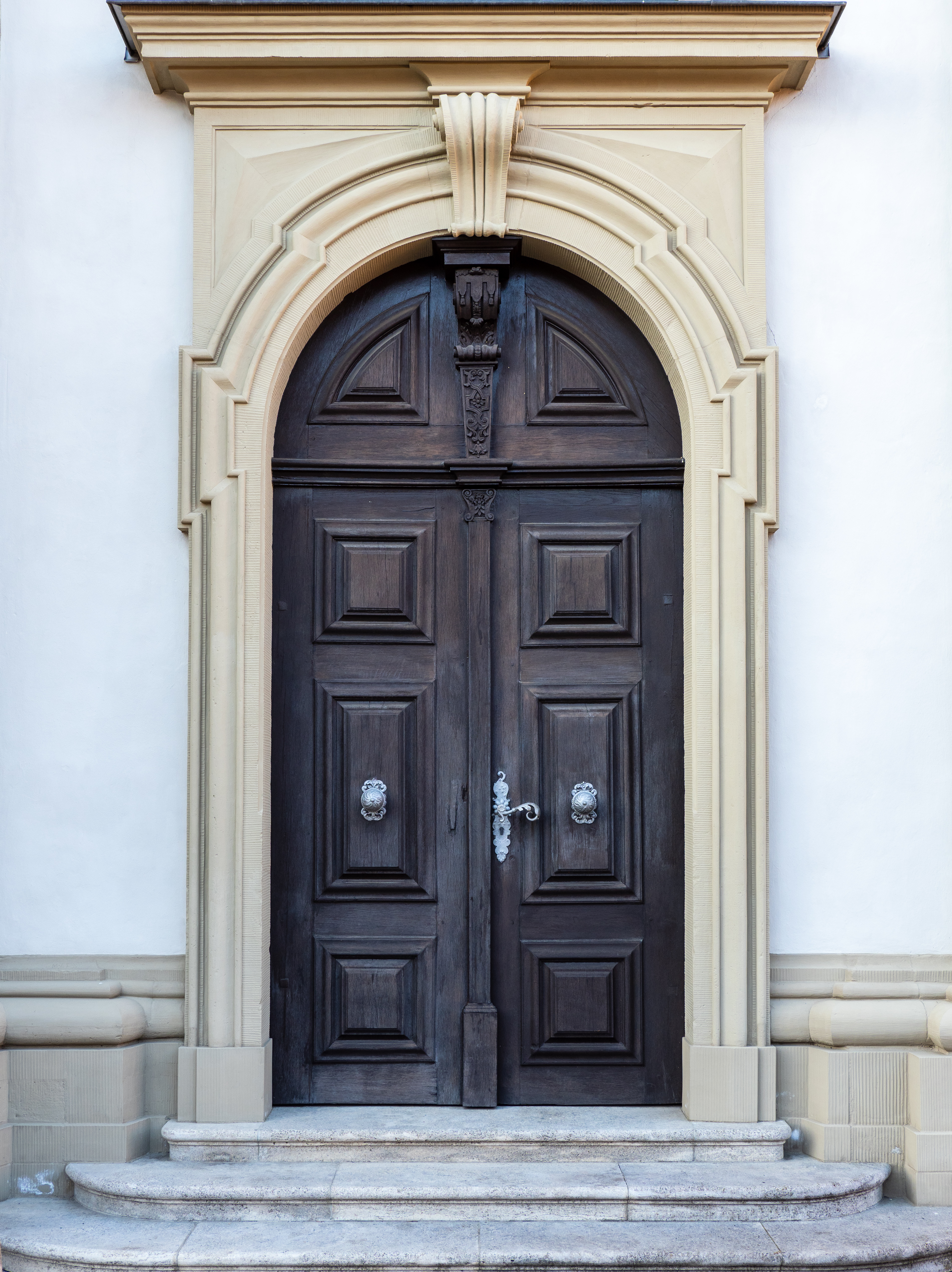
6. Sonderform eines geohrten Rundbogen-Portals (St. Mauritius Wiesenheid)
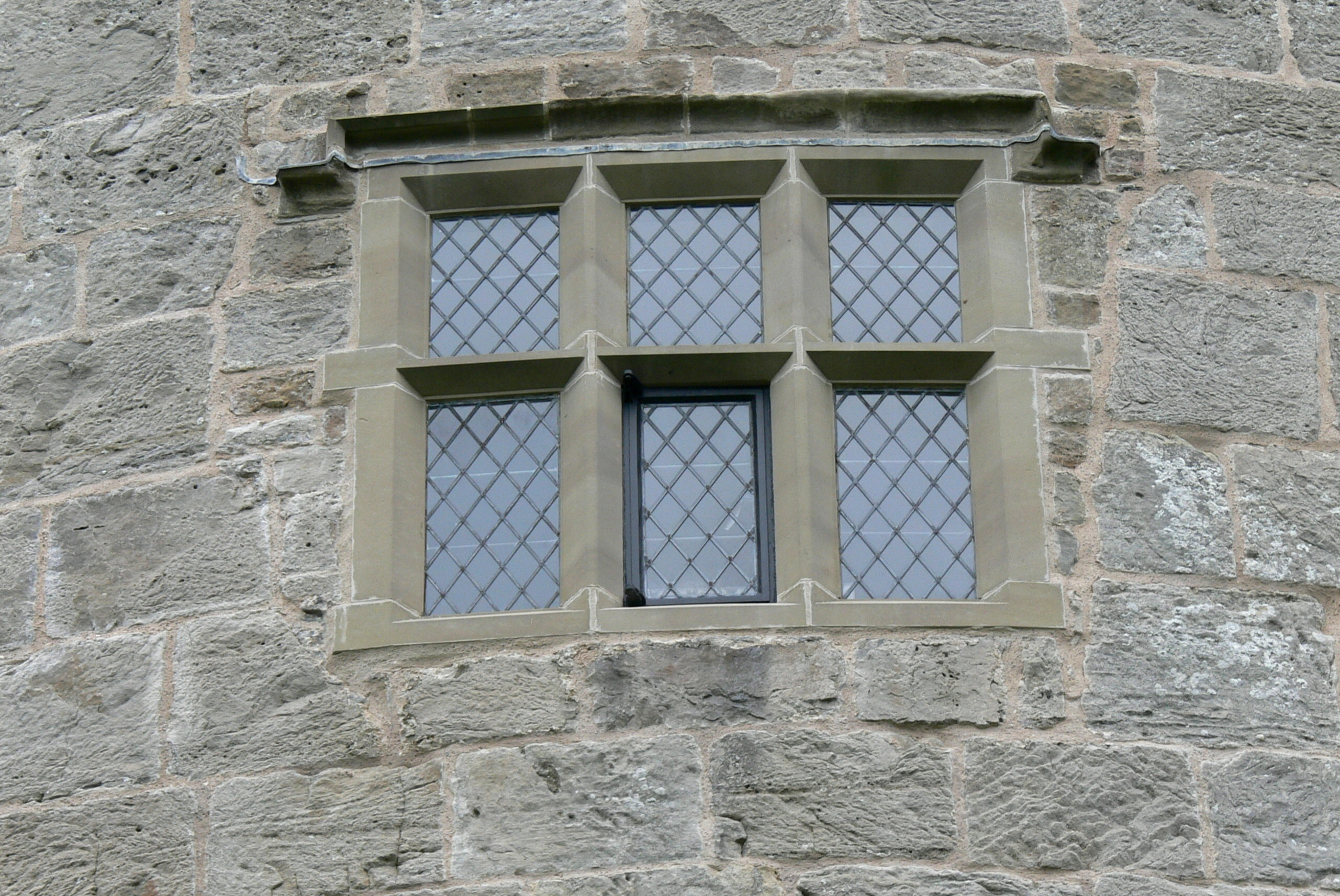
7. Fenster mit Werkstein-Ohren im Bruchsteinmauerwerk (Chirk Castle)

## Möbel, Täfelungen und Rahmen
Ohren an Rahmenecken von Möbeln, Täfelungen, Bilder- und Spiegelrahmen können angesetzt (Bild 6–7) oder verkröpft (Bild 8–10) sein. Angesetzte Ohren werden durch das Ansetzen von Winkelstücken an den Rahmenecken gebildet.

Geohrte Möbel- und Bilderrahmen
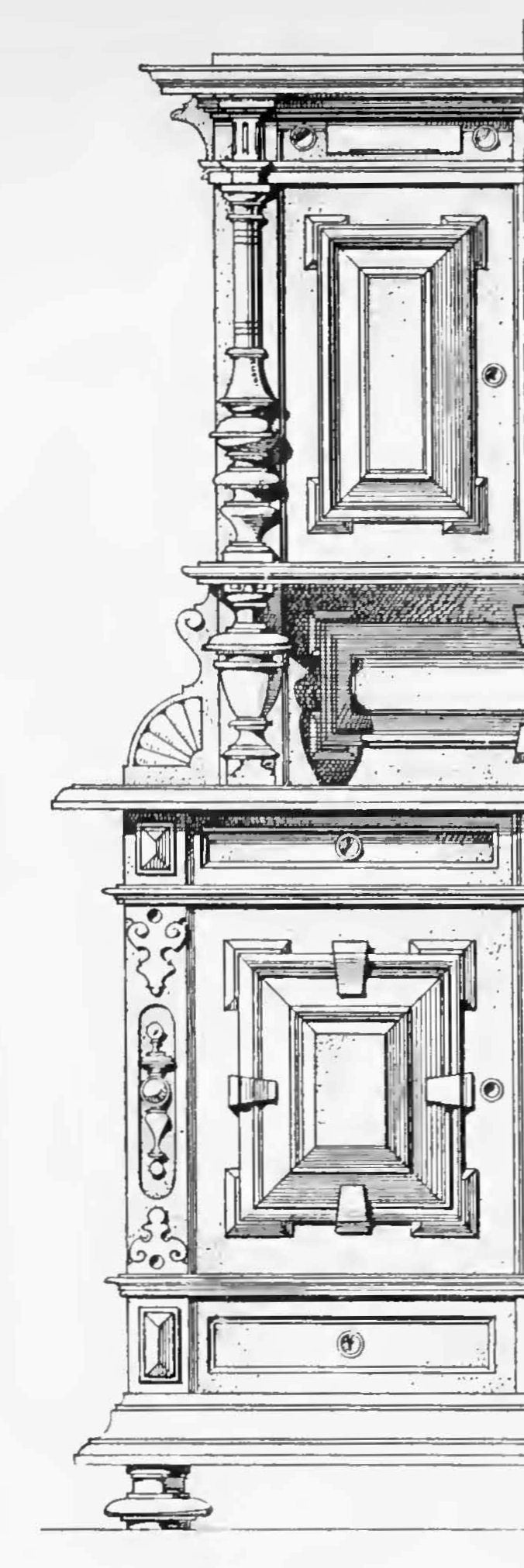
6. Linke Hälfte eines Buffets mit drei Zierrahmen mit angesetzten Ohren.
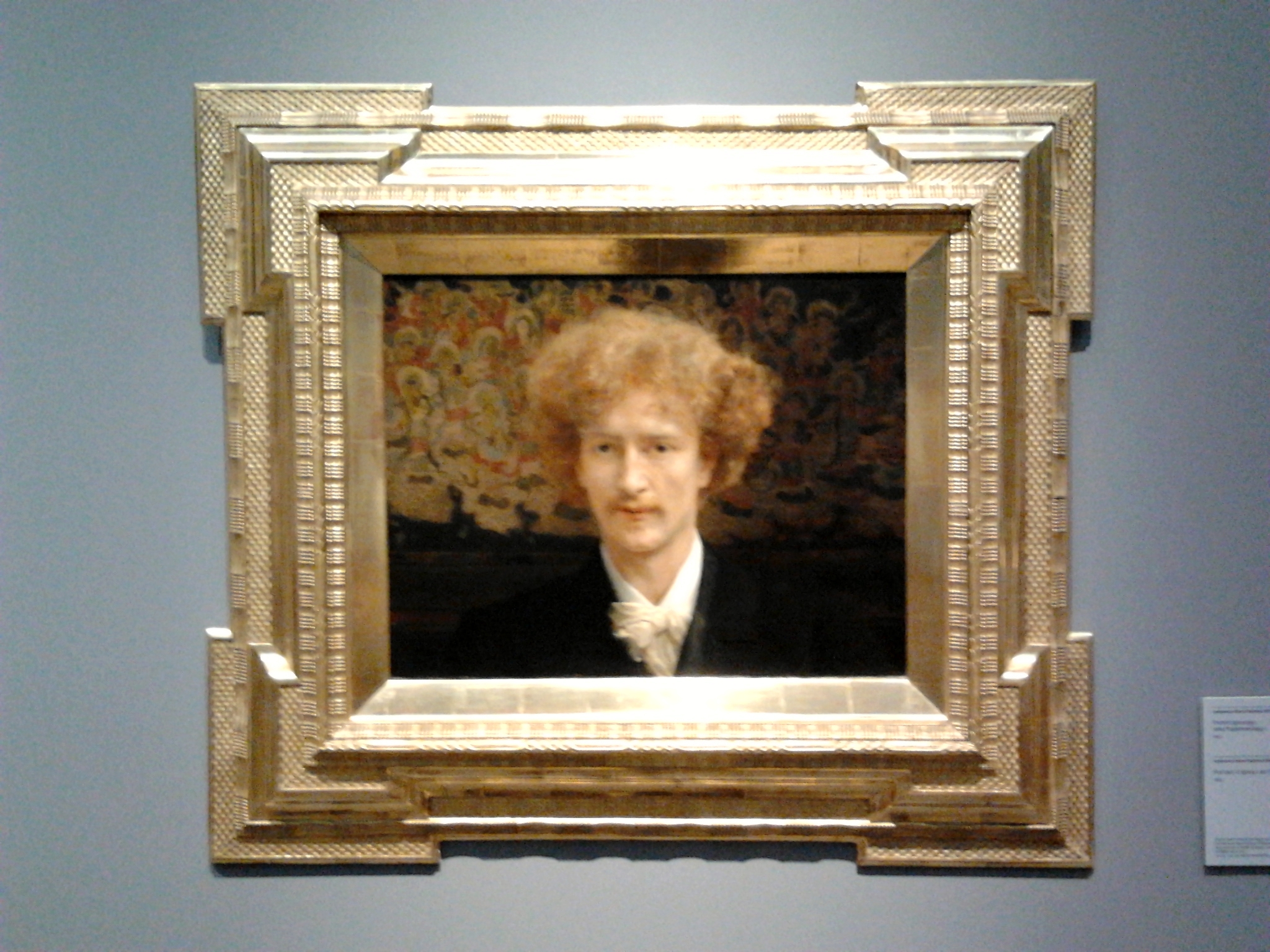
7. Bilderrahmen mit doppelt angesetzten Ohren, Lawrence Alma-Tadema, Porträt von Ignacy Jan Paderewski.
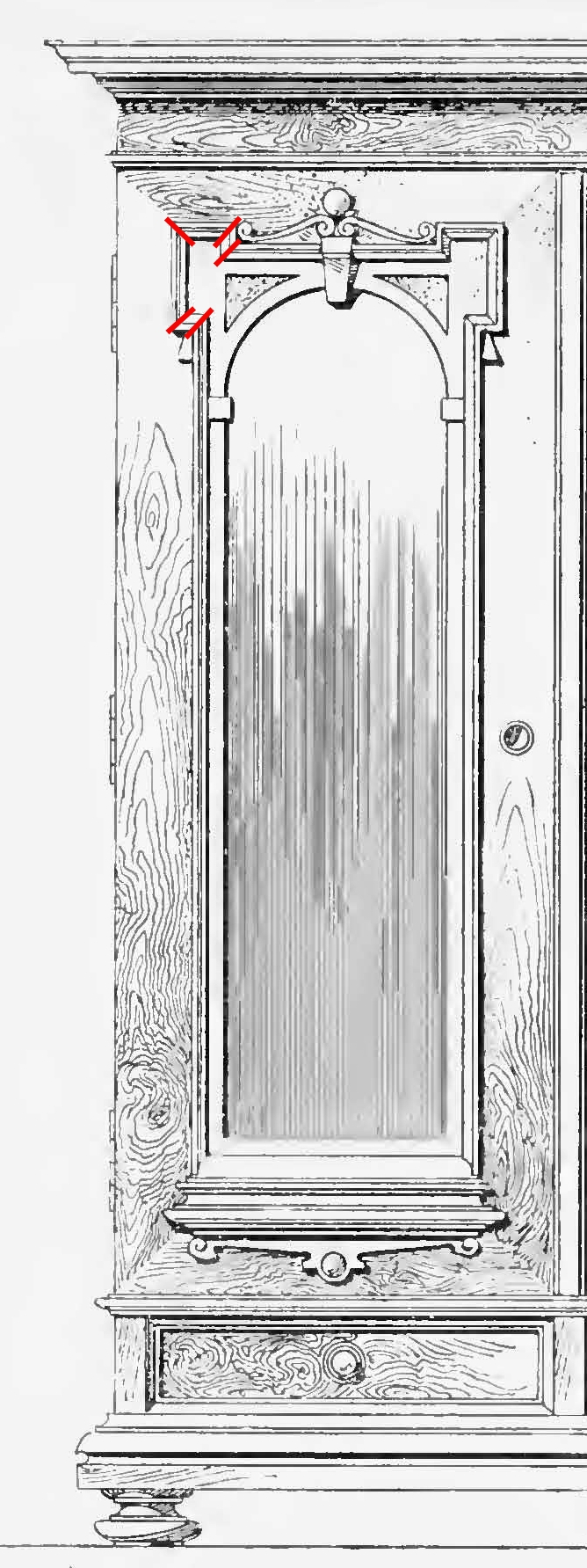
8. Linke Hälfte eines Spiegelschranks, Spiegelrahmen mit zwei fünffach verkröpften Ohren.
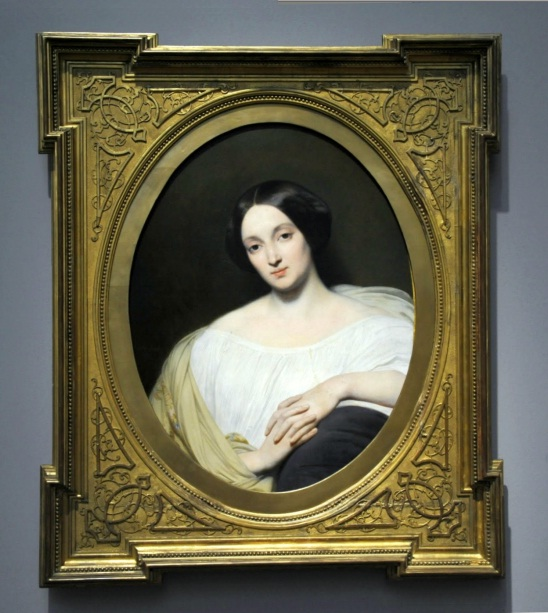
9. Bilderrahmen mit vier fünffach verkröpften Ohren, Ary Scheffer, Porträt von Katarzyna Potocka.
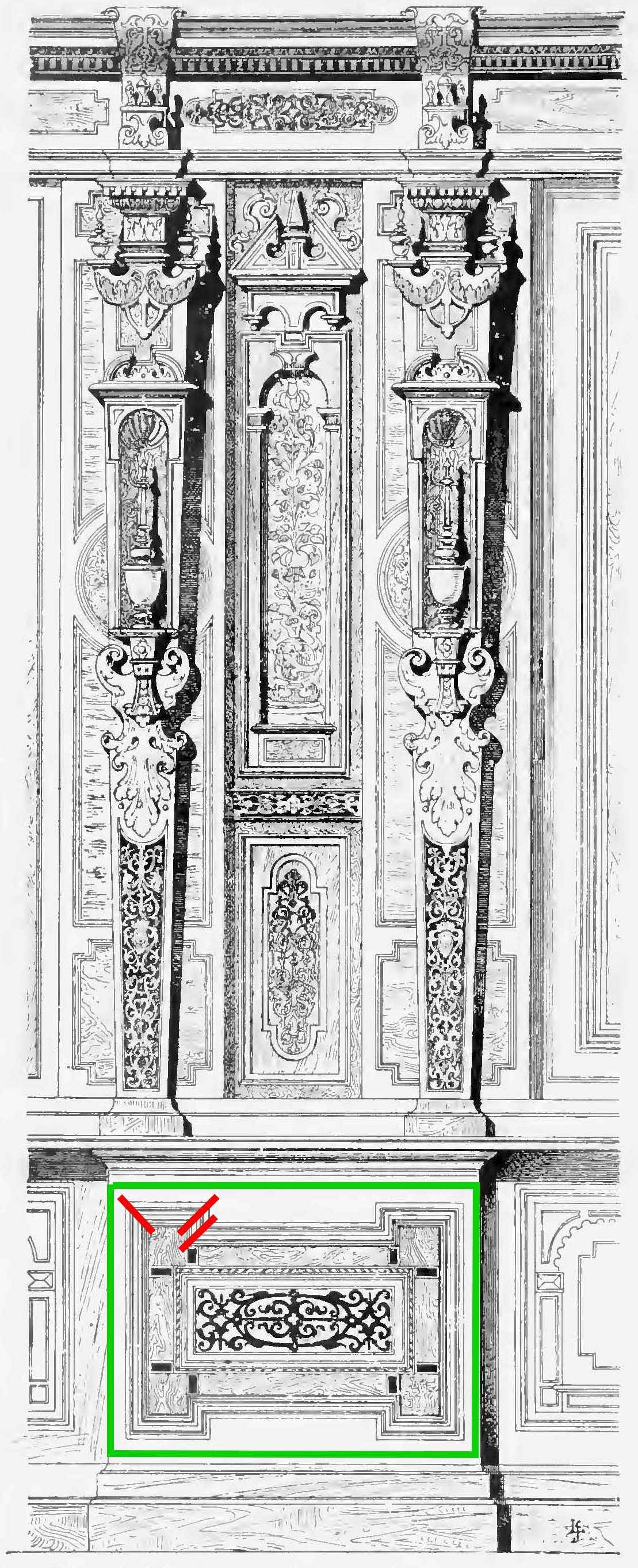
10. Partie der Täfelung des Fürsteneckzimmers, Museum Angewandte Kunst, Frankfurt am Main, Rahmen im Sockelbereich (grün) mit 3-fach verkröpften Ohren.

## Geschichte
Dieser Abschnitt befasst sich mit der Geschichte der Ohren in der Architektur.

### Griechische Antike
In der griechischen Antike konnten Fenster und Türen mit verkröpften (Bild 11, 13, 14) oder überstehenden Ohren (Bild 12, 15) an Sturz, Fensterbank und Schwelle verziert sein. Nach Vitruv wurden bei dorischen Türen „am Sturze .. zur Rechten und Linken Vorsprünge gebildet“. Die von Vitruv als Parotides (Ohrläppchen) bezeichneten Konsolen (Bild 11, Fig. 2, Teil f), die bei ionischen Türen und Fenstern Sturz und Fries flankieren, werden nicht als Ohren bezeichnet.

Geohrte Türrahmen der Antike
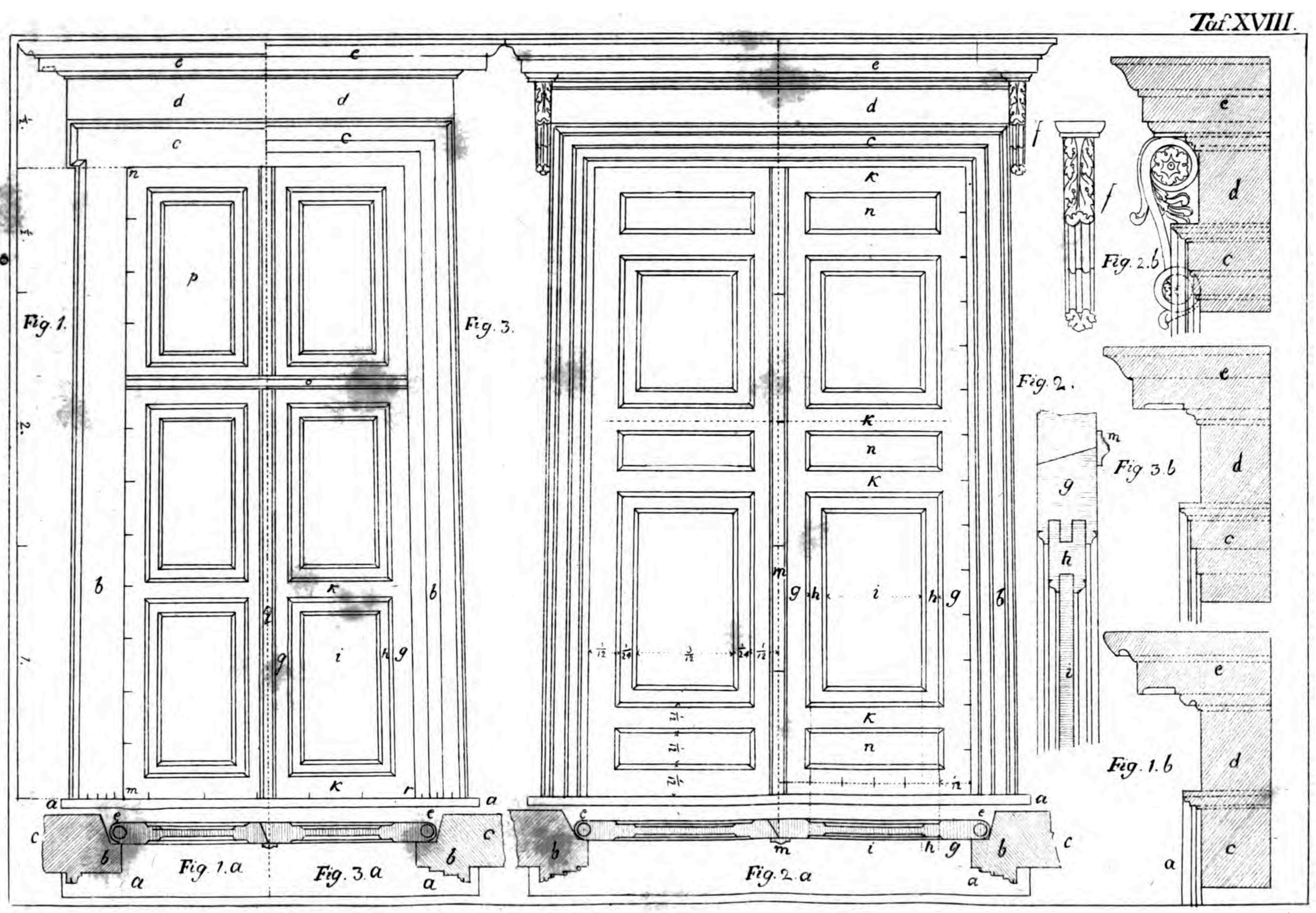
11. Antike griechische Türen nach Vitruv. – Fig. 1–3: dorische, ionische und attische Tür.
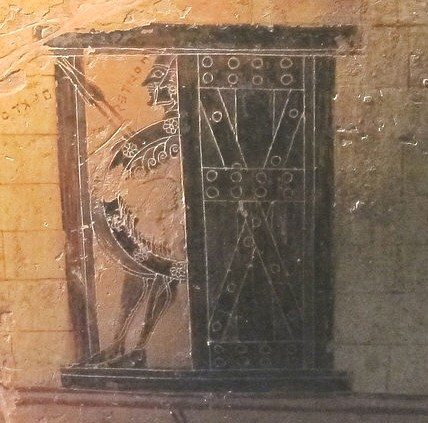
12. Stadttor von Troja, Holztor mit überstehenden oberen und unteren Ohren, Françoisvase, 570 vor Christus.
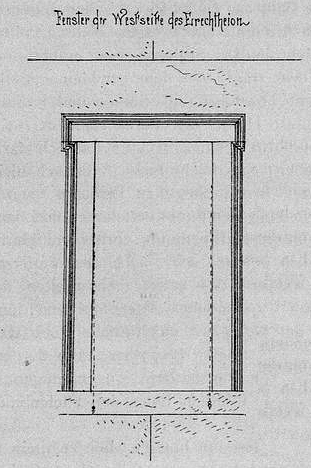
13. Fenster mit verkröpften oberen Ohren, Westseite des Erechtheions, ca. 420–406 vor Christus.
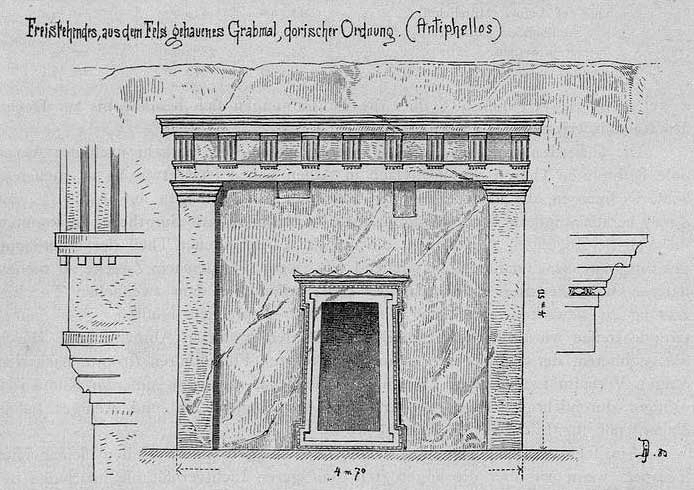
14. Tür mit verkröpften oberen und unteren Ohren, dorisches Grab in Antiphellos, 4. Jahrhundert vor Christus.
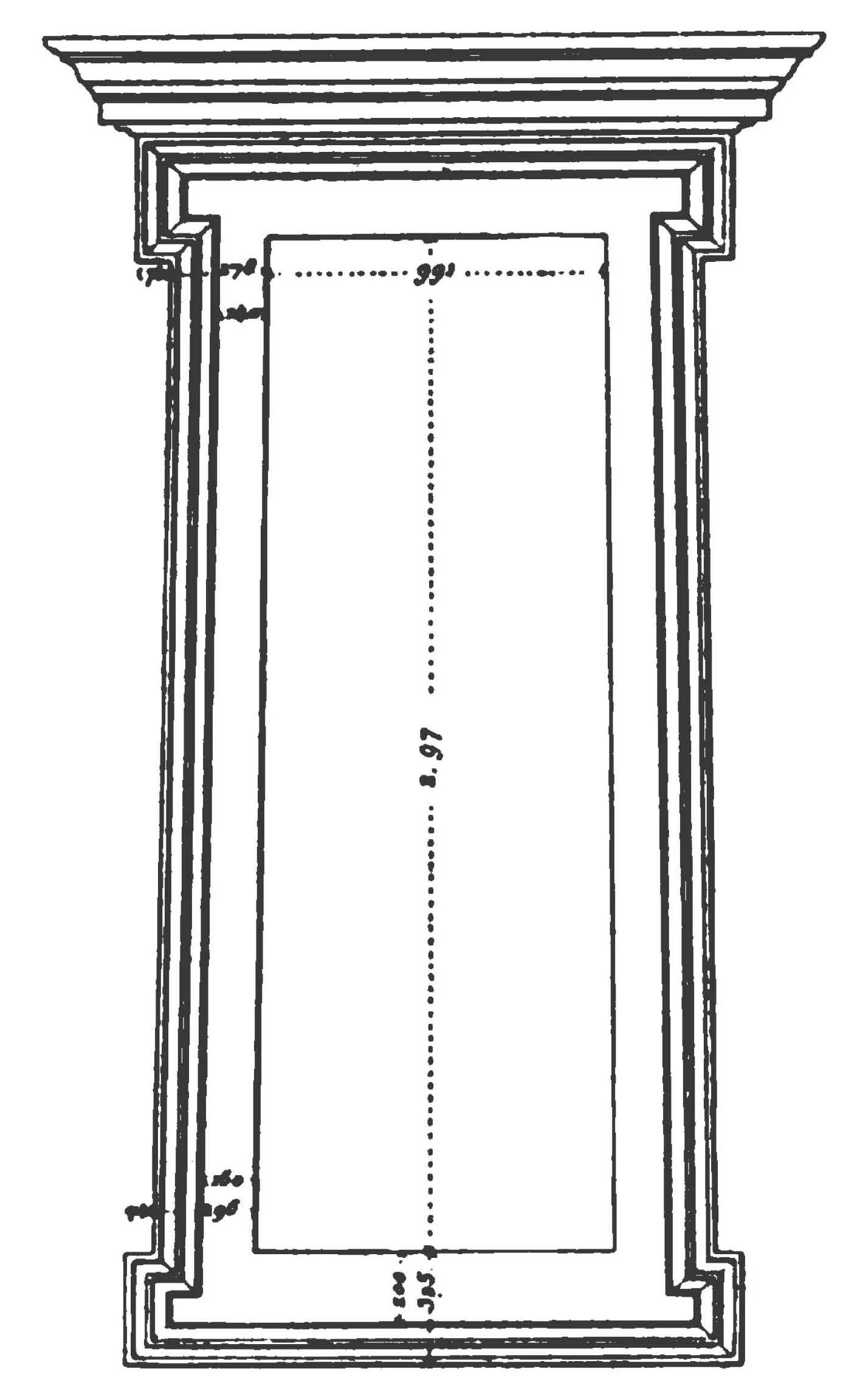
15. Fenster mit überstehenden oberen und unteren Ohren, Vestatempel in Tivoli, Ende 2. Jahrhundert vor Christus.

### Römerzeit und Romanik
Nach Eugène Viollet-le-Duc hatten die römischen und die romanischen Fenster (Bild 17) und Türen über die Pfosten hinausragende, überstehende Ohren an den Querriegeln unter dem Sturz und über der Fensterbank bzw. Schwelle. Diese Art der Ohrung findet sich auch in späteren Jahrhunderten wieder (Bild 18), teilweise sind die Ohren zusätzlich an anderen Stellen der Umrahmung angebracht, oft in der Mitte der Laibung oder auch ganz unregelmäßig.

### Neuzeit
Die Renaissance, die auch das Ohrenornament wieder aufgriff (Bild 19, 20) und in der Hochrenaissance das Motiv in vielfachen Abwandlungen einsetzte, verwendete nicht nur seitliche (obere und untere), sondern auch nach oben gerichtete und nach unten herabhängende Ohren. Rudolf Redtenbacher unterscheidet in seinem Werk über die Architektur der italienischen Renaissance fünf Varianten („Motive I-V“) für die Anordnung der Ohren.
In der einschlägigen Fachliteratur fehlt es an monographischen Arbeiten über Ohren in der Architektur, so dass generelle Aussagen über Ohren in den Stilepochen der Neuzeit nicht möglich sind. Offensichtlich findet jedoch das Ohrmotiv auch in den Stilepochen nach der Renaissance bis zum Historismus und Jugendstil am Ende des 20. Jahrhunderts vielfachen Einsatz.

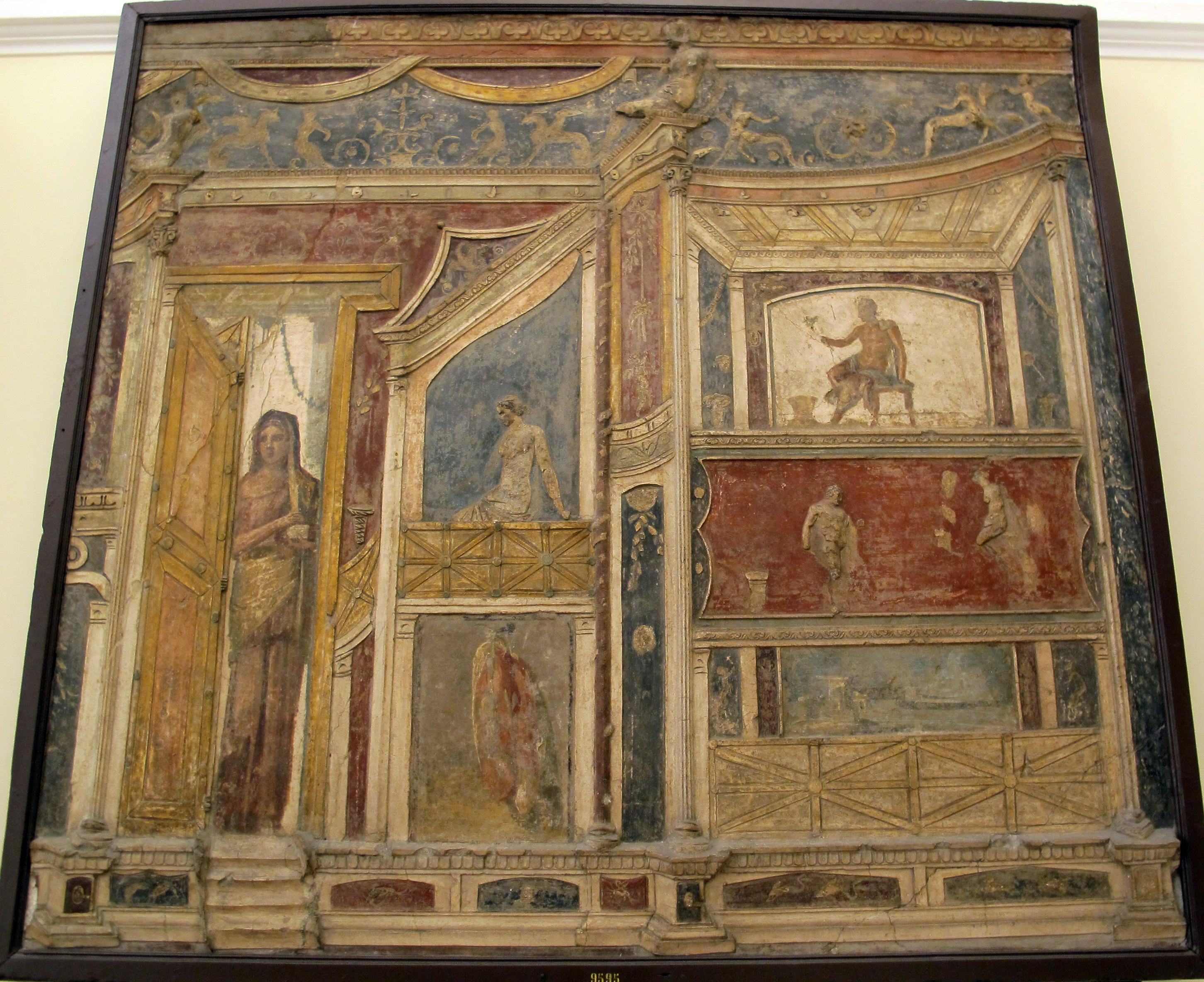
16. Tür mit verkröpften oberen Ohren (links), Fresko aus Pompeji, Archäologisches Nationalmuseum Neapel.
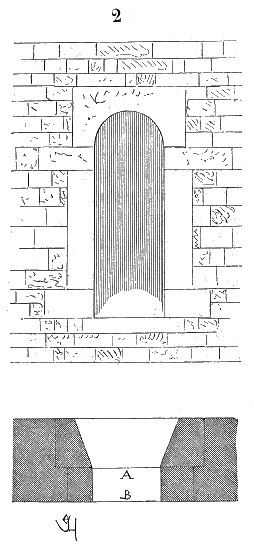
17. Römisches bzw. romanisches Fenster nach Eugène Viollet-le-Duc mit überstehenden Ohren unter dem Sturz und über der Fensterbank.
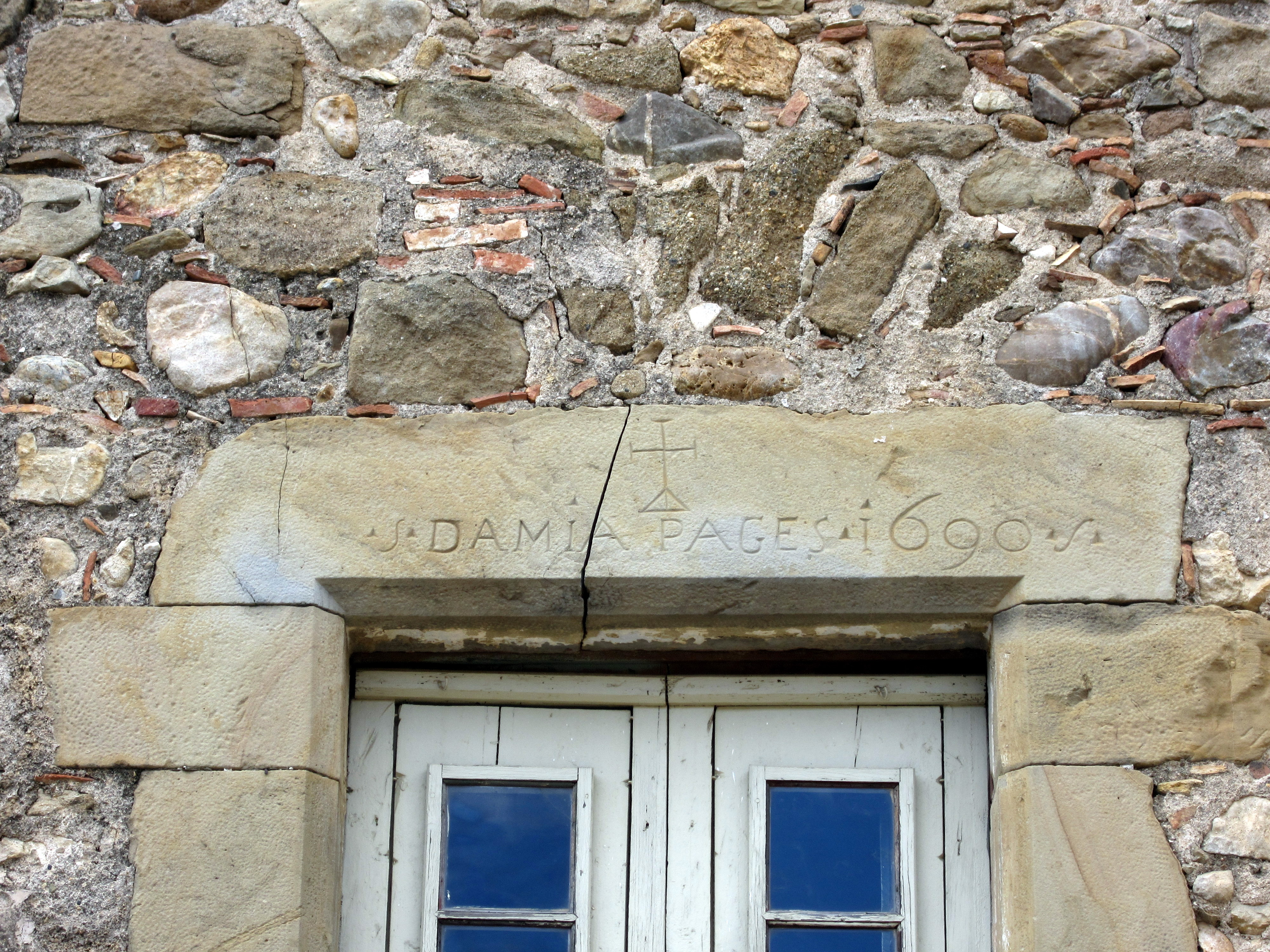
18. Fenster mit überstehenden Ohren unter dem Sturz, Haus Can Saló, 1690, Corçà, Provinz Girona, Spanien.
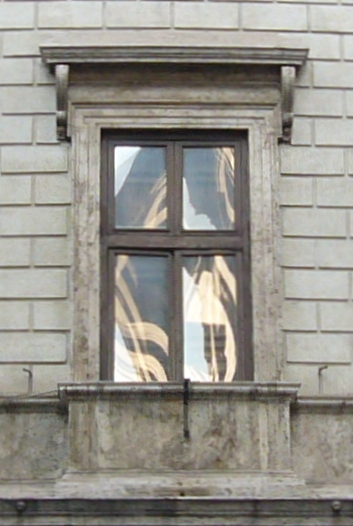
19. Fenster mit verkröpften oberen Ohren, Palazzo Massimo alle Colonne, Rom, 1532–1536.
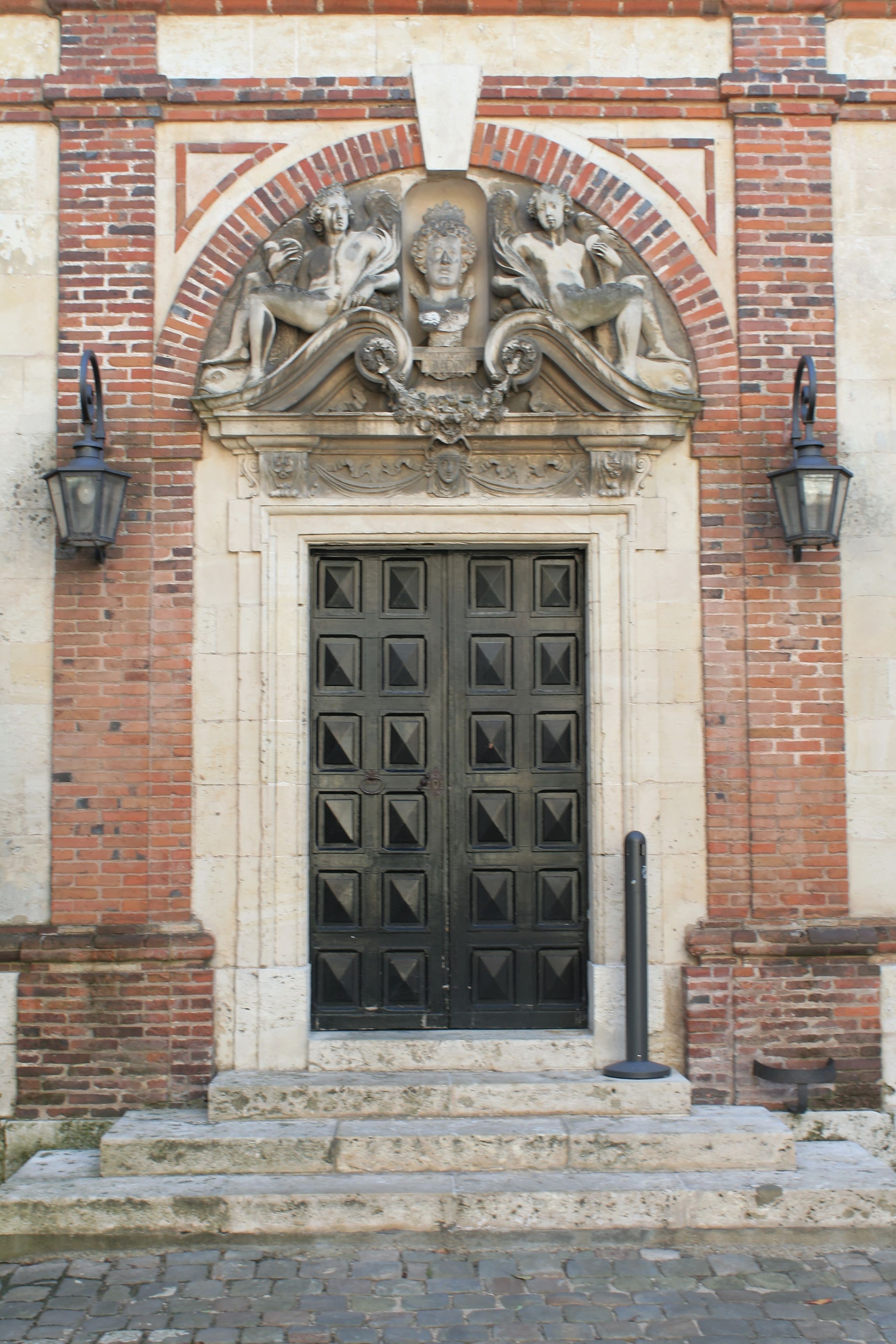
20. Tür mit verkröpften oberen Ohren, Hôtel Montescot, Chartres, Anfang 17. Jahrhundert.
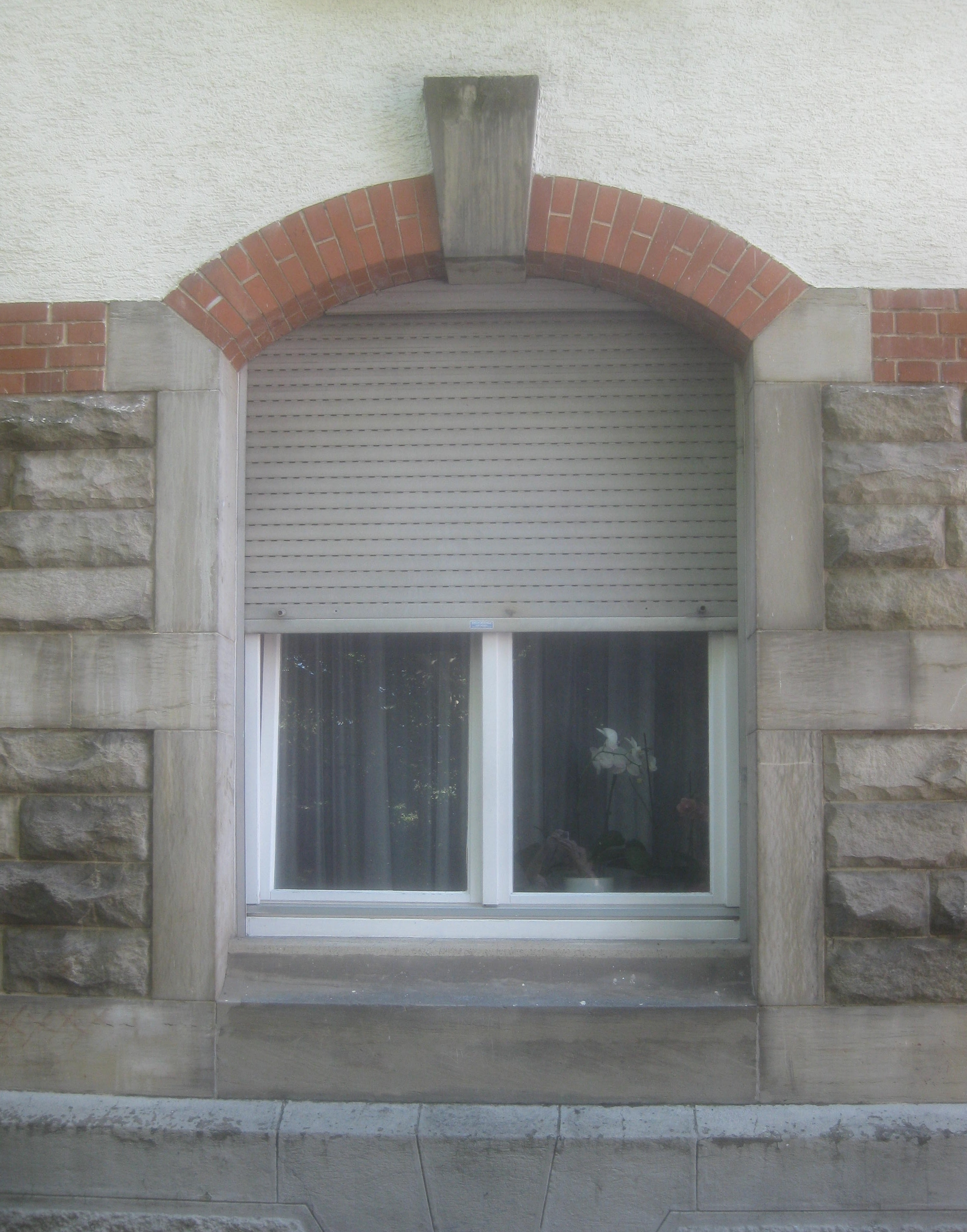
21. Fenster mit oberen Ohren, Arbeiterwohnhaus des Historismus, Stuttgart, 1901.
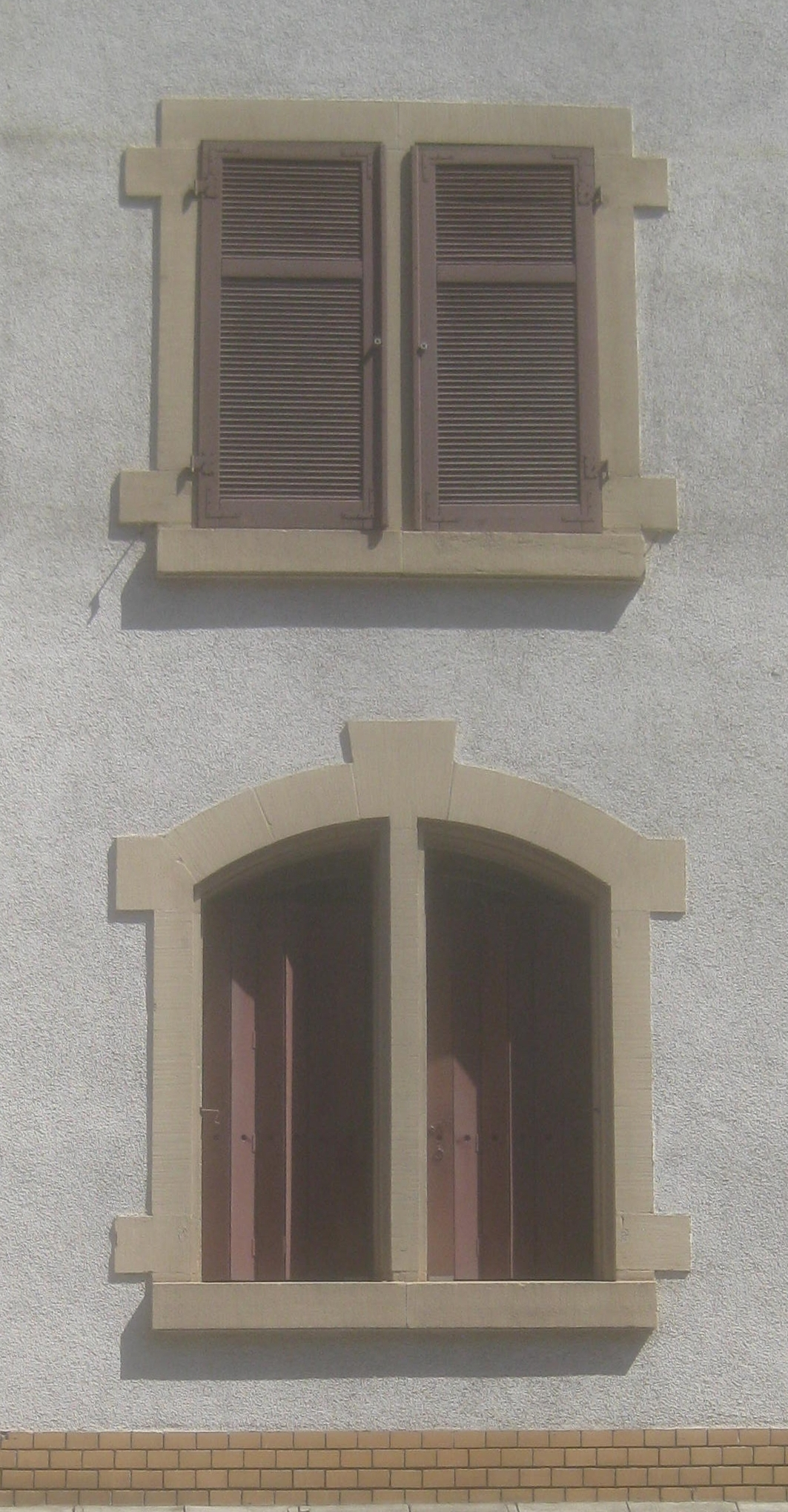
22. Fenster mit oberen und unteren Ohren, Arbeiterwohnhaus des Historismus, Stuttgart, 1901.

### Allgemein
- Hans Koepf, Günther Binding: Bildwörterbuch der Architektur. Mit englischem, französischem, italienischem und spanischem Fachglossar. Stuttgart 2005, S. 344–345 (Ohr).
- Theodor Krauth. Franz Sales Meyer: Die Bau- und Kunstarbeiten des Steinhauers, Band 1: Text, Band 2: Tafeln. Leipzig 1896, S. 236, Tafel 23–25.
- Theodor Krauth, Franz Sales Meyer: Die gesamte Möbelschreinerei mit besonderer Berücksichtigung der kunstgewerblichen Form, Band 1: Text, Band 2: Tafeln. Leipzig 1902, S. 48–49, Figur 10–13 auf S. 36–38, 40.
- Johann Georg Krünitz: Oeconomische Encyclopädie, Band 10: Von Ea bis Em. Berlin 1785, S. 44 (Eckzierden, Eckenzierden), online:.
- Oscar Mothes (Herausgeber): Illustrirtes Bau-Lexikon. Praktisches Hülfs- und Nachschlagebuch im Gebiete des Hoch- und Flachbaues, Land- und Wasserbaues, Mühlen- und Bergbaues, der Schiffs- und Kriegsbaukunst, sowie der mit dem Bauwesen in Verbindung stehenden Gewerbe, Künste und Wissenschaften. Band 1: A-E. Leipzig 1863, S. 577 (Crossettes).
- Oscar Mothes (Herausgeber): Illustrirtes Bau-Lexikon. Praktisches Hülfs- und Nachschlagebuch im Gebiete des Hoch- und Flachbaues, Land- und Wasserbaues, Mühlen- und Bergbaues, der Schiffs- und Kriegsbaukunst, sowie der mit dem Bauwesen in Verbindung stehenden Gewerbe, Künste und Wissenschaften. Band 3: N-Z. Leipzig 1868, S. 34 (Ohr 6).
- Tobias Schmitz: Lexikon der europäischen Bilderrahmen, Band 2: Das 19. Jahrhundert. Klassizismus, Biedermeier, Romantik, Historismus, Jugendstil. Solingen 2009, S. 27, 54 (Eckkartusche, Eckwürfel).

### Geschichte
- Josef Durm: Handbuch der Architektur. Zweiter Theil: Die Baustile. Historische und technische Entwicklung, Band 2: Die Baukunst der Griechen, Darmstadt 1881, S. 58–60 (dorische Türen und Fenster), hier: 58, 164–166 (ionische Türen und Fenster), hier: 165, online:.
- Josef Durm: Handbuch der Architektur. Zweiter Theil: Die Baustile. Historische und technische Entwicklung, Band 2: Die Baukunst der Etrusker. Die Baukunst der Römer, Darmstadt 1885, S. 265 (Türen und Fenster), online:.
- Josef Durm: Handbuch der Architektur. Erster Theil: Allgemeine Hochbaukunde. Band 2: Die Bauformenlehre, Darmstadt 1896, S. 143–162 (Türen und Fenster); archive.org
- Josef Durm: Handbuch der Architektur. Zweiter Theil: Die Baustile. Historische und technische Entwicklung. Band 5: Die Baukunst der Renaissance in Italien, Stuttgart 1903, S. 243, archive.org
- Johann Erdmann Hummel: Die Säulenordnungen nach Vitruv, mit einigen Säulenordnungen von den vorzüglichsten alten Monumenten zusammengestellt, und deren Abweichungen mit ersteren verglichen, nebst einem Anhange der Tempelgattungen. Mit einer Anweisung, wie solche nach richtigen Verhältnissen können gezeichnet werden. Zum Unterricht für Kunstschulen, Gymnasien, Baubeflissene und Freunde der Architektur. Berlin 1840, Tafel XVIII–XX, Textarchiv – Internet Archive.
- Rudolf Redtenbacher: Die Fensteröffnungen. In: Die Architektur der italiänischen Renaissance. Entwicklungsgeschichte und Formenlehre derselben, ein Lehr- und Handbuch für Architekten und Kunstfreunde. Frankfurt am Main 1886, S. 318–328, besonders: 324–325.
- Eugène Viollet-le-Duc: Dictionnaire raisonné de l’architecture française du XIe au XVIe siècle, Tome 5. Paris 1861, S. 366–367 (Fenêtre), Wikisource, S. 314–468 (Porte), Wikisource.